# Такшина Юлія Євгенівна
Юлія Євгенівна Такшина (9 липня 1980 , Бєлгород ) — російська акторка театру і кіно, танцюристка, фотомодель.

## Біографія
Народилася 9 липня 1980 року в Бєлгороді. 
У семирічному віці заявила, що хоче вступити до колективу Московського театру «Современник», де був танцюристом її старший брат Володимир.
Після закінчення середньої школи в 1997 році вступила на факультет журналістики Московського державного університету (МДУ), але провчившись там півтора року, кинула ЗВО через зайнятість у танцювальній групі Олега Газманова. Близько року пропрацювала моделлю у Сергія Звєрева, була танцюристкою клубу «Diamond Girls».
У 2002 році вступила на акторський факультет Вищого театрального училища імені Бориса Щукіна в Москві (художній керівник курсу — Володимир Петрович Поглазов), яке закінчила в 2006 році вже як Театральний інститут імені Б. В. Щукіна.
На початку 2000-х років взяла участь у зйомках кількох музичних відеокліпів. Зокрема, в 2000 році знялася в кліпі Дмитра Малікова на пісню «Бисер», а в 2003 році — в кліпі поп-групи «Стрілки» на пісню «Ветерок».
У 2005 році дебютувала в кіно, знявшись в ролі Віки Клочкової в телесеріалі «Не народися вродливою». Ця роль принесла акторці-початківиці популярність, завдяки чому вона отримала запрошення на зйомки в нових серіалах та фільмах.
У 2012 році знялася в кількох епізодах комедійного телесеріалу «Кухня».
У 2014 році виконала головну роль у серіалі «Давай поцілуємося» телеканалу «1+1».

### Особисте життя
У підлітковому віці перенесла дистрофію другого ступеня.
Перебувала в цивільному шлюбі з актором Григорієм Антипенком (нар. 10 жовтня 1974, Москва), з яким познайомилася на зйомках серіалу «Не народися вроливою» (2005). Згодом народила двох синів: Івана (27 червня 2007) і Федора (3 липня 2009). У червні 2012 року, після шести років спільного життя, пара розпалася.

## Творчість

### Театральні роботи

#### Дипломні вистави вТеатральному інституті імені БорисаЩукіна
- 2006 — «Ешелон» за однойменною п'єсою Михайла Рощина (режисери-педагоги — Володимир Поглазов, Ніна Дорошина)
- 2006 — «Ніч перед Різдвом» за однойменною повістю Миколи Гоголя (режисер-педагог — Михайло Цитриняк, Режисер-асистент — М. Прозоровський)
- 2006 «Надриви» за твором Федора Достоєвського (режисер-педагог — Юрій Авшаров)
- 2006 «З коханими не розлучайтеся» за однойменною п'єсою Олександра Володіна (режисер-педагог — Михайло Малиновський)
- 2006 — «Кводжинські перепалки» Карло Гольдоні (режисер-педагог — В. Байчер, педагог-асистент — В. Мошаров)
- 2006 «Записки божевільного» за однойменною повістю Миколи Гоголя (автори вистави — Ю. Бистрова, О. Левицький; режисерка-педагогиня — Н. І. Калініна)
- 2006 «Колекціонер» за однойменним романом Джона Роберта Фаулза (самостійна робота студентів; режисер-консультант — Володимир Поглазов)
- 2006 — «Любов» М. Шизгел (Самостійна робота студентів; режисер-консультант — О. О. Щукін)

### Фільмографія
| Рік         |   | Назва                            | Роль |    |
| ----------- | - | -------------------------------- | --- | -- |
| 2005—2006   | с | Не народися вродливою            | Вікторія Аркадіївна Клочкова, друга секретарка Андрія Жданова, найкраща подруга Кіри Воропаєвої              | ру |
| 2006        | ф | А ви йому хто?                   | Катерина, подруга Жені                                                                                       | ру |
| 2007        | с | Колишня (Україна)                | Жюлі, француженка                                                                                            | ру |
| 2007        | ф | В очікуванні дива                | пасажирка в літаку                                                                                           | ру |
| 2008        | с | Людина без пістолета             | Інга Перес                                                                                                   | ру |
| 2008        | ф | Геній порожнього місця (Україна) | Галина | ру |
| 2008        | ф | Парі на кохання                  | Катя Ломоносова                                                                                              | ру |
| 2008        | ф | Роман вихідного дня (Україна)    | Жанна Ізольдівна, дружина Едуарда                                                                            | ру |
| 2010        | с | Партизани                        | Стелла Юріївна                                                                                               | ру |
| 2010        | ф | Неадекватні люди                 | Марина Василівна, головна редакторка московського жіночого модного журналу, начальниця Віталія Мухаметзянова | ру |
| 2011        | с | Дівоче полювання                 | Марина, танцюристка і журналістка                                                                            | ру |
| 2011        | с | Російська спадкоємиця            | Вікторія, психологиня                                                                                        | ру |
| 2012 — 2016 | с | Кухня                            | Тетяна Сергіївна Гончарова, колишня дружина Віктора Петровича Баринова, мати Аліси, рідна сестра Віки        | ру |
| 2013        | с | Гюльчатай. Заради любові         | Ірина Олександрівна Корабльова, бригадирка загону рятувальників МНС                                          | ру |
| 2013        | ф | Комунальний детектив             | Євгенія, подруга Ігоря                                                                                       | ру |
| 2013        | ф | Комплекс повноцінності           | знімалася | ру |
| 2013        | ф | Самотні серця                    | Зінаїда, продавчиня на ринку                                                                                 | ру |
| 2013        | с | Слідчий Протасов                 | Анастасія Федорова                                                                                           | ру |
| 2013        | ф | Алмаз в шоколаді                 | Люся, адміністраторка Дмитра                                                                                 | ру |
| 2013        | ф | Все спочатку                     | Елла, коханка Геннадія                                                                                       | ру |
| 2014        | с | Давай поцілуємося (Україна)      | Тетяна Самойлова                                                                                             | ру |
| 2014        | с | Таємне місто                     | Кара | ру |
| 2014        | с | Таємне місто 2                   | Кара | ру |
| 2015        | с | Вірю не вірю                     | Белла, екстрасенс / Наталія Едуардівна Колесникова, спільниця бандита на прізвисько «Бабак»                  | ру |
| 2014        | с | Господа поліцейські              | Подгорна | ру |
| 2015        | ф | 12 місяців. Нова казка           | Мартіна, головна ключниця                                                                                    | ру |
| 2015        | ф | Вбивство на трьох                | Жанна Едуардівна Ташьян, нотаріус, подруга Ірини Снєгірьової та Катерини Дронової                            | ру |
| 2015        | ф | Марафон для трьох грацій         | Жанна Едуардівна Ташьян, нотаріус, подруга Ірини Снєгірьової та Катерини Дронової                            | ру |
| 2015        | ф | Погоня за трьома зайцями         | Жанна Едуардівна Ташьян, нотаріус, подруга Ірини Снєгірьової та Катерини Дронової                            | ру |
| 2015        | с | Сільський роман                  | Жанна, колишня дружина Арсенія                                                                               | ру |
| 2015        | с | Людина без минулого              | Дарина, коханка Тарасова, референтка                                                                         | ру |
| 2016        | с | Сімейні обставини                | Юлія Антонова, адвокатка, подруга Лариси                                                                     | ру |
| 2016        | ф | Три лані на алмазній стежці      | Жанна Едуардівна Ташьян, нотаріус, подруга Ірини Снєгірьової та Катерини Дронової                            | ру |
| 2016        | с | Заборонене кохання               | Христина | ру |
| 2016        | ф | Тримай удар, крихітко!           | Катерина Вікторівна, головна редакторка на телеканалі новин, керівниця практики                              | ру |
| 2016        | с | Куба                             | Ірина Василівна Врагова                                                                                      | ру |
| 2016        | ф | Бебі-бум (Україна)               | Галина, дружина Миколи                                                                                       | ру |
| 2017        | ф | Перехрестя (Україна)             | Карина | ру |
| 2017        | с | Папа Ден (Україна)               | Наталя, мати Дена                                                                                            | ру |
| 2017        | ф | Троє в ліфті, не рахуючи собаки  | Жанна Едуардівна Ташьян, нотаріус, подруга Ірини Снєгірьової та Катерини Дронової                            | ру |
| 2017        | ф | Мишоловка на три персони         | Жанна Едуардівна Ташьян, нотаріус, подруга Ірини Снєгірьової та Катерини Дронової                            | ру |
| 2017        | ф | Добігти до себе                  | Людмила, подруга Ганни                                                                                       | ру |
| 2017        | ф | Яблучко від яблуньки             | Ніна | ру |
| 2018        | ф | Доля обміну не підлягає          | Лана | ру |
| 2018        | с | Від ненависті до любові          | Кіра Висоцька, подруга Леоніда                                                                               | ру |
| 2018        | с | Той, хто читає думки (Менталіст) | Алла, бухгалтерка будівельної фірми Віктора Міхєєва                                                          | ру |
| 2018        | ф | Краса вимагає жертв              | Ірина Лерман, журналістка, подруга Лери Кленової та коханка її чоловіка Ігоря Кувшинова                      | ру |
| 2018        | с | Переплутані                      | Віолетта | ру |
| 2020        | с | Балабол 4                        | Марьям Шапіро (майор / Рав-серен поліції Ізраїлю)                                                            | ру |
| 2020        | с | Три історії кохання              | Віра | ру |
| 2020 — 2021 | с | Анна-детектив                    | Поліна (Пелагея) Анікєєва, власниця книгарні                                                                 | ру |
| 2021        | с | Врятувати Віру                   | Ельза, адвокатка (головна роль)                                                                              | ру |

## Участь у телепроєктах
- 29 серпня 2009 року брала участь у програмі «Ти і я» разом з Григорієм Антипенком.
- «Сто до одного» двічі брала участь:

```
 * Вперше 1 квітня 2012 рік - команда "Стиляги по життю": Андрій Фомін, Алла Довлатова, Ксенія Бородіна і Тутта Ларсен
 * Удруге 15 лютого 2015 рік - команда «12 місяців": Денис Ясик, Іван Кокорін, Родіон Галюченко та Дмитро Гогу
```

- 31 січня 2019 рік — гостя програми «Мій герой»
- 26 березня 2019 рік — гостя програми «Доля людини» з Борисом Корчевніковим.
- 9 липня 2019 рік — гостя програми «Доля людини» з Борисом Корчевніковим.

## Примітка
1. ↑  Person Profile // Internet Movie Database — 1990.
2. ↑  ČSFD — 2001.
3. 1 2 3 4 5  Работа стриптизершей и мечты о журналистике. Жизнь Юлии Такшиной до и после «Не родись красивой»[недоступне посилання]
4. ↑  АКТРИСА СЕРИАЛА «НЕ РОДИСЬ КРАСИВОЙ» ОКАЗАЛАСЬ БАГИРОЙ ИЗ СТРИП-ШОУ. Архів оригіналу за 22 травня 2021. Процитовано 22 травня 2021.
5. ↑  Театральный институт имени Бориса Щукина. Актёрский факультет. Галерея выпускников. 2000-е годы. [Архівовано 25 лютого 2020 у Wayback Machine.] Офіційний сайт Театрального інституту імені Бориса Щукіна // htvs.ru
6. ↑  ВИДЕО. Дмитрий Маликов. — «Бисер» (2000 год) (рос.). // malikov.ru. Архів оригіналу за 30 серпня 2013. Процитовано 30 серпня 2013.
7. ↑  Зірка серіалу "Врятувати Віру" Юлія Такшина розповіла про зйомки в Києві та свої б'юті-секрети. Ексклюзивне інтерв'ю. news.obozrevatel (ua) . 16 травня 2021. Архів оригіналу за 22 травня 2021. Процитовано 22 травня 2021.
8. ↑  Антипенко «надоело» жить с Такшиной (рос.). // newsme.com.ua. 5 жовтня 2012. Архів оригіналу за 6 червня 2013. Процитовано 6 червня 2013.
9. ↑  Григорий Антипенко и Юлия Такшина расстались (рос.). «Вокруг ТВ» // vokrug.tv. 27 червня 2012. Архів оригіналу за 30 серпня 2013. Процитовано 30 серпня 2013.
10. ↑  Бернара Батталова. «Красота требует жертв»: Павел Делонг спешит на помощь! — Премьера фильма − 3 ноября 2018 года. Офіційний сайт телекомпанії «ТВ Центр» // tvc.ru (3 листопада 2018 року)